# Storstenstjärnen, Jämtland
Storstenstjärnen är en sjö i Östersunds kommun i Jämtland och ingår i Indalsälvens huvudavrinningsområde.